# Escadron de transport 50 Réunion

L'Escadron de Transport 50 La Réunion est une unité de transport de l'Armée de l'air et de l'espace française sur la BA 181  sur l'Aéroport de La Réunion Roland-Garros (jamais de "-" entre un prénom et un nom !) sur l'île de La Réunion.

## Bases
Depuis sa création, l'escadron est basé sur l'aéroport de Saint-Denis. Sa base est désignée Base aérienne 181 (Détachement air 181 de 2013 à 2022).

## Appareils

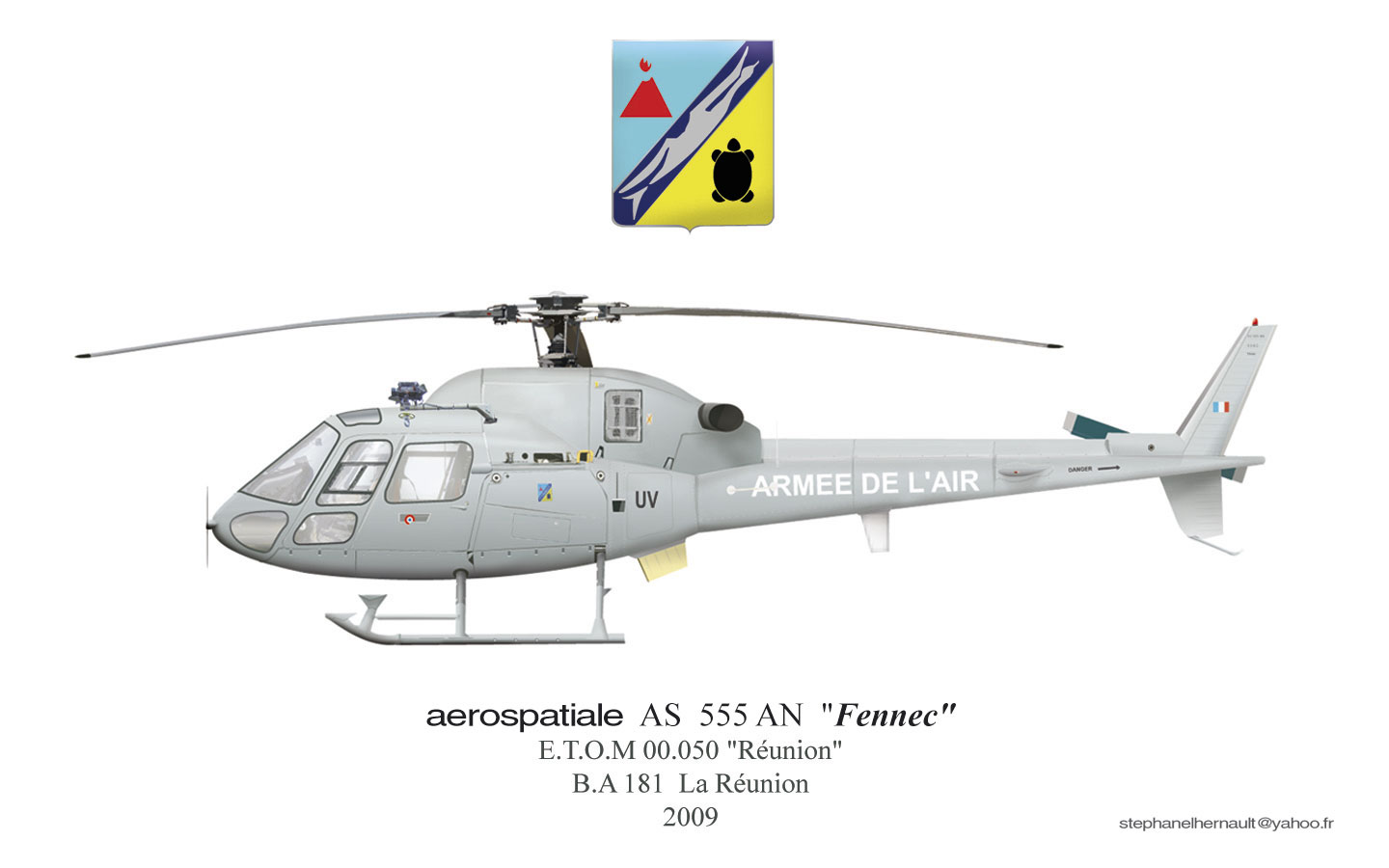
AS555 de l'ETOM 50

- Nord 2501 Noratlas : jusqu'en septembre 1976
- Alouette III : jusqu'en 1992
- AS555 Fennec : du 20 juin 1992[1] à juillet 2012
- C160 Transall : de 1973 à fin juillet 2015. Une cérémonie d'adieu au Transall a eu lieu sur le DA 181, le 7 juillet 2015[2]
- CASA CN-235-300 : à partir du 4 juin 2015[2]

## Commandants
- 2013 - 2014 Lieutenant-Colonel Christelle Gazave
- 2012 - 2013 Lieutenant-Colonel Bruyère Olivier

## Sources
- ET50 sur le site officiel de l'Armée de l'Air